# 西揚齊
50°28′54″N 26°38′2″E / 50.48167°N 26.63389°E
西揚齊（烏克蘭語：Сіянці），是烏克蘭西北部的村莊，隸屬里夫內州的里夫內區。該村始建於1562年，面積2.35平方公里，海拔高度217米，2001年人口588，人口密度每平方公里250.2人。